# Vålerenga Fotball 2006
Questa voce raccoglie le informazioni riguardanti il Vålerenga Fotball nelle competizioni ufficiali della stagione 2006.

## Rosa
| N. |                      | Ruolo | Calciatore           |
| -- | -------------------- | ----- | -------------------- |
| 1  | Islanda (bandiera)   | P     | Árni Gautur Arason   |
| 2  | Norvegia (bandiera)  | D     | Amund Skiri          |
| 3  | Danimarca (bandiera) | D     | Allan Jepsen         |
| 4  | Norvegia (bandiera)  | C     | Thomas Holm          |
| 5  | Norvegia (bandiera)  | D     | André Muri           |
| 6  | Norvegia (bandiera)  | D     | Freddy dos Santos    |
| 7  | Norvegia (bandiera)  | A     | Daniel Fredheim Holm |
| 8  | Norvegia (bandiera)  | C     | Magne Hoseth         |
| 9  | Norvegia (bandiera)  | C     | Ardian Gashi         |
| 10 | Norvegia (bandiera)  | A     | Jan-Derek Sørensen   |
| 11 | Norvegia (bandiera)  | C     | Morten Berre         |
| 13 | Norvegia (bandiera)  | D     | Jarl André Storbæk   |
| 14 | Georgia (bandiera)   | A     | Levan Melkadze       |
| 15 | Norvegia (bandiera)  | A     | Alexander Mathisen   |
| 16 | Norvegia (bandiera)  | A     | Glenn Roberts        |

| N. |                      | Ruolo | Calciatore          |
| -- | -------------------- | ----- | ------------------- |
| 17 | Israele (bandiera)   | C     | Dan Alberto Fellus  |
| 17 | Norvegia (bandiera)  | C     | Mohammed Fellah     |
| 18 | Norvegia (bandiera)  | A     | Rune Lange          |
| 19 | Norvegia (bandiera)  | C     | Christian Grindheim |
| 20 | Sudafrica (bandiera) | C     | Mbulelo Mabizela    |
| 21 | Norvegia (bandiera)  | D     | Tom Henning Hovi    |
| 22 | Norvegia (bandiera)  | D     | Ronny Johnsen       |
| 23 | Norvegia (bandiera)  | A     | Tore André Flo      |
| 24 | Norvegia (bandiera)  | D     | Kjetil Wæhler       |
| 25 | Norvegia (bandiera)  | C     | Steinar Strømnes    |
| 26 | Norvegia (bandiera)  | A     | Jalal El-Gharbi     |
| 30 | Norvegia (bandiera)  | P     | Øyvind Bolthof      |
| –– | Norvegia (bandiera)  | D     | Jørgen Horn         |
| –– | Norvegia (bandiera)  | D     | Jon Nilssen         |
| –– | Norvegia (bandiera)  | D     | Amin Nouri          |

## Risultati

### Campionato

#### Girone di andata
| Oslo 9 aprile 2006, ore 18:00 CEST 1ª giornata | Vålerenga            | 0 – 0 referto | Odd Grenland | Ullevaal Stadion (11.950 spett.)\| Arbitro: \| Skjerven (Kaupanger) \| |
| Arbitro:                                       | Skjerven (Kaupanger) |               |              |                                                                        |

| Arbitro: | Øvrebø (Oslo) |

|                    |           |           |
| Dahl 6’ Elrich 73’ | Marcatori | 3’ Jepsen |

| Oslo 23 aprile 2006, ore 20:00 CEST 3ª giornata | Vålerenga | 0 – 0 referto | Rosenborg | Ullevaal Stadion (20.703 spett.)\| Arbitro: \| Staberg \| |
| Arbitro:                                        | Staberg   |               |           |                                                           |

| Arbitro: | Olsen (Kristiansand) |

|                                     |           |            |
| Haugen 16’ Sæternes 76’ Winters 84’ | Marcatori | 82’ Jepsen |

| Arbitro: | Hauge (Bergen) |

|           |           |  |
| Berre 13’ | Marcatori |  |

| Arbitro: | Skjerven (Kaupanger) |

|                     |           |                |
| Tóth 16’ Brenne 78’ | Marcatori | 31’ dos Santos |

| Arbitro: | Berntsen (Vang) |

|  |           |            |
|  | Marcatori | 13’ Mifsud |

| Arbitro: | Sælen (Bergen) |

|           |           |                           |
| Fevang 1’ | Marcatori | 17’ Sørensen 68’ Sørensen |

| Arbitro: | Staberg |

|           |           |                    |
| Pasoja 5’ | Marcatori | 85’ (rig.) Storbæk |

| Arbitro: | Moen (Haugesund) |

|                               |           |  |
| dos Santos 11’ dos Santos 23’ | Marcatori |  |

| Arbitro: | Hauge (Bergen) |

|                            |           |                 |
| Gunnarsson 27’ Holmvik 69’ | Marcatori | 50’ Flo 71’ Flo |

| Arbitro: | Ditlefsen |

|                                                |           |             |
| Johnsen 6’ Fredheim Holm 25’ Flo 29’ Berre 75’ | Marcatori | 88’ Isaksen |

| Arbitro: | Hauge (Bergen) |

|  |           |             |
|  | Marcatori | 62’ Storbæk |

#### Girone di ritorno
| Arbitro: | Sandmoen |

|              |           |                       |
| Sørensen 87’ | Marcatori | 31’ Berntsen 39’ Hoff |

| Arbitro: | Olsen (Kristiansand) |

|                                         |           |                    |
| Ruud 33’ Amundsen 64’ Hvidén-Watson 87’ | Marcatori | 21’ Flo 23’ Wæhler |

| Arbitro: | Berntsen (Vang) |

|                                   |           |                                   |
| Iversen 19’ Dorsin 40’ Riseth 83’ | Marcatori | 70’ Mathisen 81’ (rig.) Grindheim |

| Arbitro: | Skjerven (Kaupanger) |

|                        |           |                   |
| Sørensen 26’ Berre 51’ | Marcatori | 76’ (aut.) Wæhler |

| Arbitro: | Berntsen (Vang) |

|          |           |                             |
| Ijeh 25’ | Marcatori | 69’ Sørensen 86’ dos Santos |

| Arbitro: | Moen (Haugesund) |

|                                                         |           |                    |
| Johnsen 22’ Berre 51’ Berre 60’ Sørensen 86’ Fellah 90’ | Marcatori | 29’ (rig.) Bjørkøy |

| Arbitro: | Hauge (Bergen) |

|                     |           |             |
| Koren 29’ Koren 62’ | Marcatori | 71’ Storbæk |

| Arbitro: | Berntsen (Vang) |

|               |           |  |
| Grindheim 37’ | Marcatori |  |

| Oslo 1º ottobre 2006, ore 18:00 CEST 22ª giornata | Vålerenga            | 0 – 0 referto | HamKam | Ullevaal Stadion (13.981 spett.)\| Arbitro: \| Olsen (Kristiansand) \| |
| Arbitro:                                          | Olsen (Kristiansand) |               |        |                                                                        |

| Arbitro: | Skjerven (Kaupanger) |

|  |           |                                                  |
|  | Marcatori | 45’ Fredheim Holm 51’ Sørensen 66’ Fredheim Holm |

| Arbitro: | Olsen (Kristiansand) |

|                                        |           |                |
| Fredheim Holm 1’ Johnsen 26’ Berre 79’ | Marcatori | 89’ Gunnarsson |

| Arbitro: | Staberg |

|  |           |                         |
|  | Marcatori | 5’ Roberts 59’ Sørensen |

| Arbitro: | Olsen (Kristiansand) |

|                                   |           |          |
| Sørensen 27’ Berre 57’ Jepsen 87’ | Marcatori | 11’ Årst |

### Coppa di Norvegia
| Arbitro: | Fremstad |

|          |           | |
| Jota 21’ | Marcatori | 12’ Horn 19’ Melkadze 35’ Fredheim Holm 45’ Gashi 45’ Melkadze 60’ Mathisen 65’ Sørensen 75’ Melkadze |

| Arbitro: | Ahlsen |

|  |           |                                                                         |
|  | Marcatori | 6’ dos Santos 35’ dos Santos 38’ Storbæk 52’ Gashi 72’ Hovi 85’ Nilssen |

| Arbitro: | Moen (Haugesund) |

|              |           |                                  |
| Ellefsen 20’ | Marcatori | 36’ (rig.) dos Santos 68’ Jepsen |

| Arbitro: | Sælen (Bergen) |

|                            |           |           |
| dos Santos 81’ Storbæk 90’ | Marcatori | 58’ Werni |

| Arbitro: | Hauge (Bergen) |

|  |           |                               |
|  | Marcatori | 40’ Tóth 58’ Bjørkøy 81’ Tóth |

### Champions League
| Arbitro: | Proença (Lisbona) |

|                                   |           |           |
| Pecka 7’ Palát 10’ Matějovský 18’ | Marcatori | 67’ Gashi |

| Arbitro: | Thomson (Paisley) |

|                                  |           |                         |
| Vít 73’ (aut.) Fredheim Holm 86’ | Marcatori | 41’ Brezinský 83’ Kulič |